# Ботанічний сад Палермо

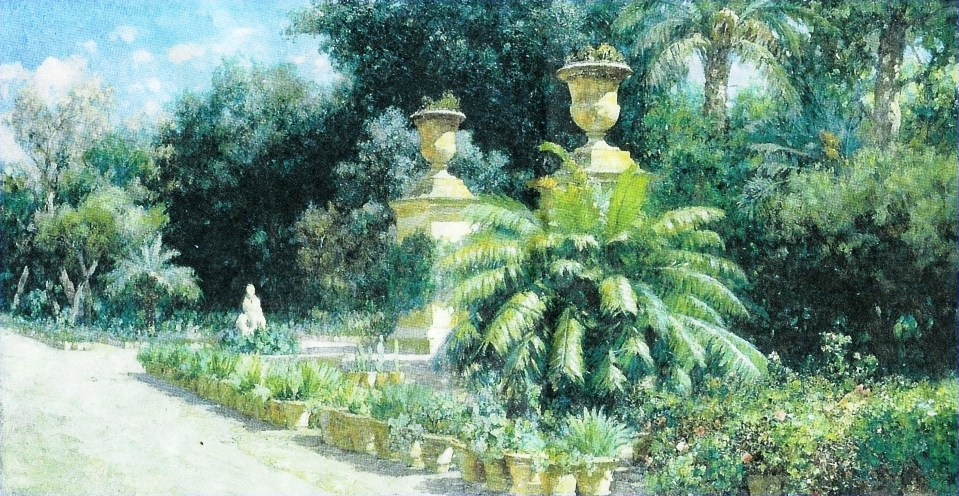
L'Orto botanico di Palermo — Франческо Лояконо.

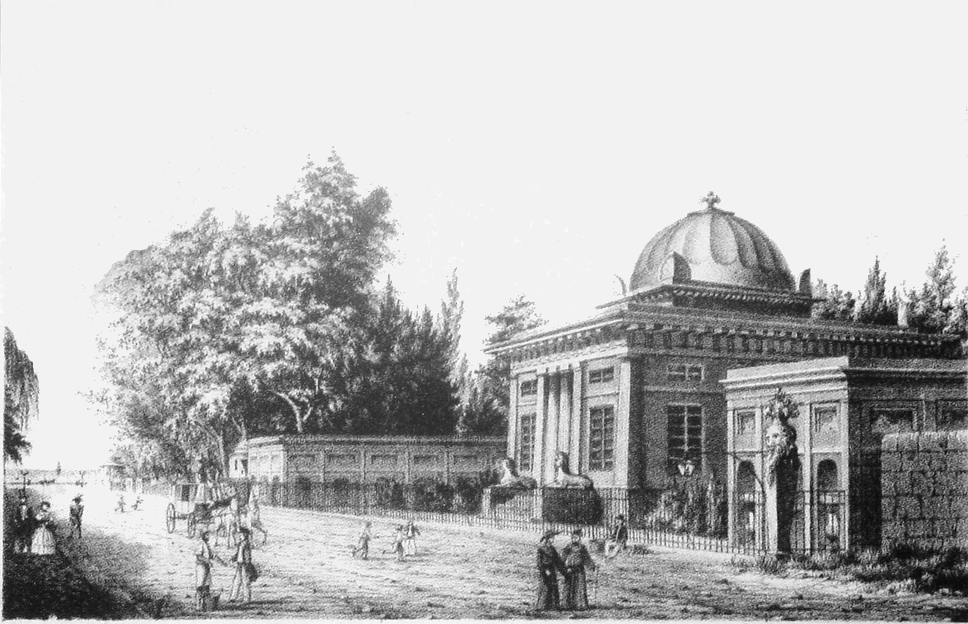
Палермо — історичний вид Ботанічного саду.

Ботанічний сад Пале́рмо (італ. Orto botanico di Palermo) — водночас і ботанічний сад, і науково-дослідний та освітній заклад кафедри ботаніки Палермського університету. Сад розташований у місті Палермо, Італія, на висоті 10 м над рівнем моря. Він займає площу близько 0,12 км² на червоноземі, що розвинувся на субстраті з вапнякового туфу.

## Історія
У 1779 році Академія королівських студій (Королівський університет) заснувала кафедру ботаніки та медицини. Цій кафедрі було виділено ділянку землі, на якій можна було вирощувати рослини та досліджувати їх на предмет можливого використання як лікарські. Однак, оскільки виділена ділянка невдовзі виявилася надто малою, комплекс у 1786 році перенесли на його нинішнє місце, поруч із віллою Джулія, яка на той час уже існувала.
У 1789 році розпочалося будівництво неокласичної адміністративної будівлі, гімназії, спроектованої французьким архітектором Леоном Дюфурні. Дві господарські будівлі, тепідарій та калідарій, були спроектовані Венанціо Марвульєю.
Дюфурні також спроектував найстарішу частину саду біля гімназії. Сад відкрили в 1795 році. У наступні роки комплекс був розширений, включивши до нього акваріум (1798), басейн з водними рослинами, та оранжерею Серра-Марія-Кароліна (1823). У 1845 році з острова Норфолк (Австралія) був завезений фікус крупнолистий (Ficus macrophylla), який зараз є символом саду. Сучасний розмір, близько десяти гектарів, був досягнутий завдяки численним меншим розширенням у 1892 році, а в 1913 році було відкрито Giardino coloniale («Колоніальний сад»), якого, однак, сьогодні вже не існує. З 1985 року садом керує Dipartimento di Scienze Botaniche (Інститут ботаніки).

### Завідувачі саду
| - 1795—1812 Джузеппе Тінео - 1814—1856 Вінченцо Тінео - 1856—1892 Агостіно Тодаро - 1892—1921 Антоніно Борзі - 1921—1923 Доменіко Ланца | - 1923—1928 Луїджі Бускаліоні - 1928—1939 Луїджі Монтемартіні - 1939—1968 Франческо Бруно - 1968—1971 Антоніно Де Лео - 1971—1976 Вітторіо Камарроне | - 1976—1990 Андреа Ді Мартіно - 1990—1996 Франческо Марія Раймондо - 1996—1998 Андреа Ді Мартіно - 1998—2003 Сальваторе Трапані - з 2003 Франческо Марія Раймондо |

## Структура

Мапа Ботанічного саду Палермо

### Гімназія, калідарій і тепідарій
Неокласична гімназія розташована біля головного входу. Спочатку тут була головна будівля Schola Regia Botanice (Королівського ботанічного інституту) з гербарієм, бібліотекою та кабінетом директора. Сама гімназія — будівля з прямокутним планом та доричним портиком з чотирма колонами.
Дві менші будівлі з боків гімназії, Калідаріум і Тепідарій, де зберігаються кімнатні рослини, що віддають перевагу теплішому клімату.

### Сад Ліннея
Сад Ліннея — найстаріша частина саду. Це прямокутний комплекс, розділений на чотири чверті, в якому рослини вирощувалися відповідно до таксономії Карла фон Ліннея. Між секціями є фонтани. У центрі розташоване перехрестя Віале Чентрале, головної осі ботанічного саду, та Віале делле Пальме, пальмової алеї.

### Акваріум і лагуна

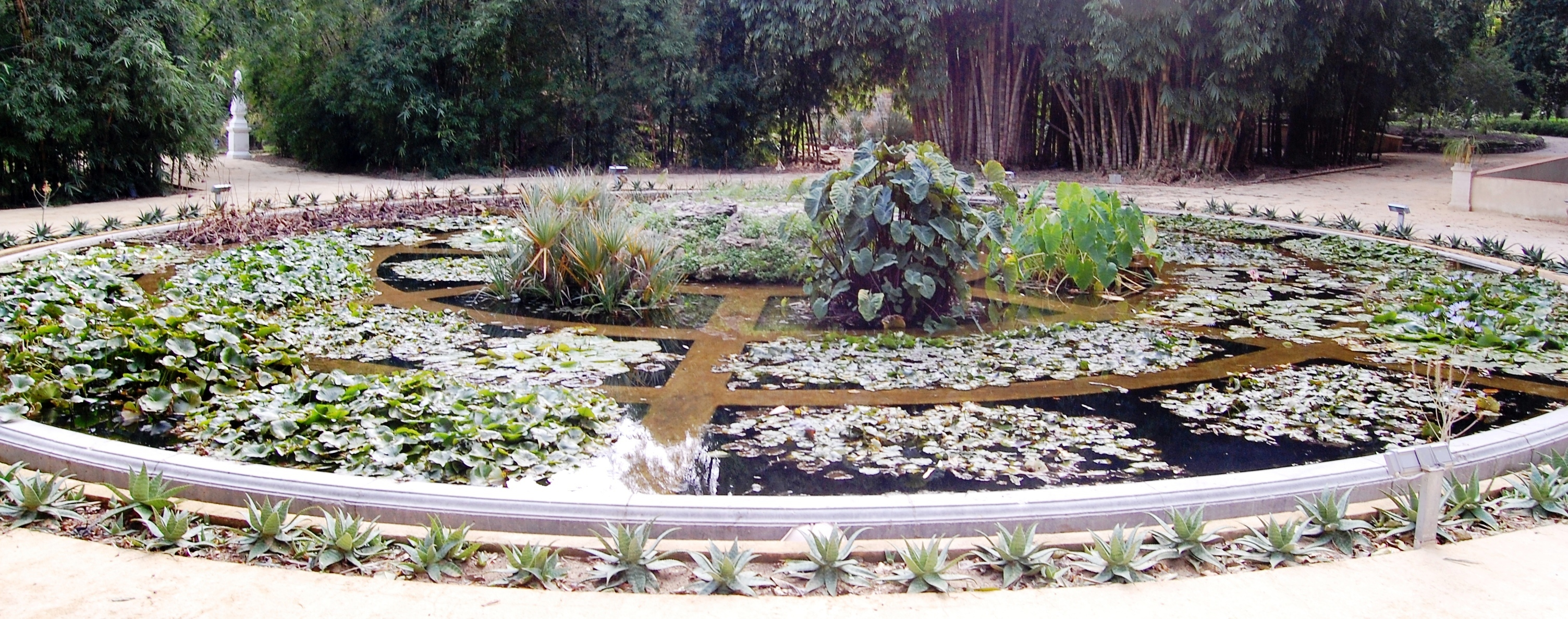
Акваріум

Акваріум — великий круглий басейн в кінці Центральної вулиці, розділений на 24 секції трьома концентричними колами, кожна з яких має 8 секцій. У кожному з них ростуть різноманітні водні рослини.
«Лагуна» розташована за кілька метрів від акваріума, і там також представлено низку водних рослин.

### Теплиці

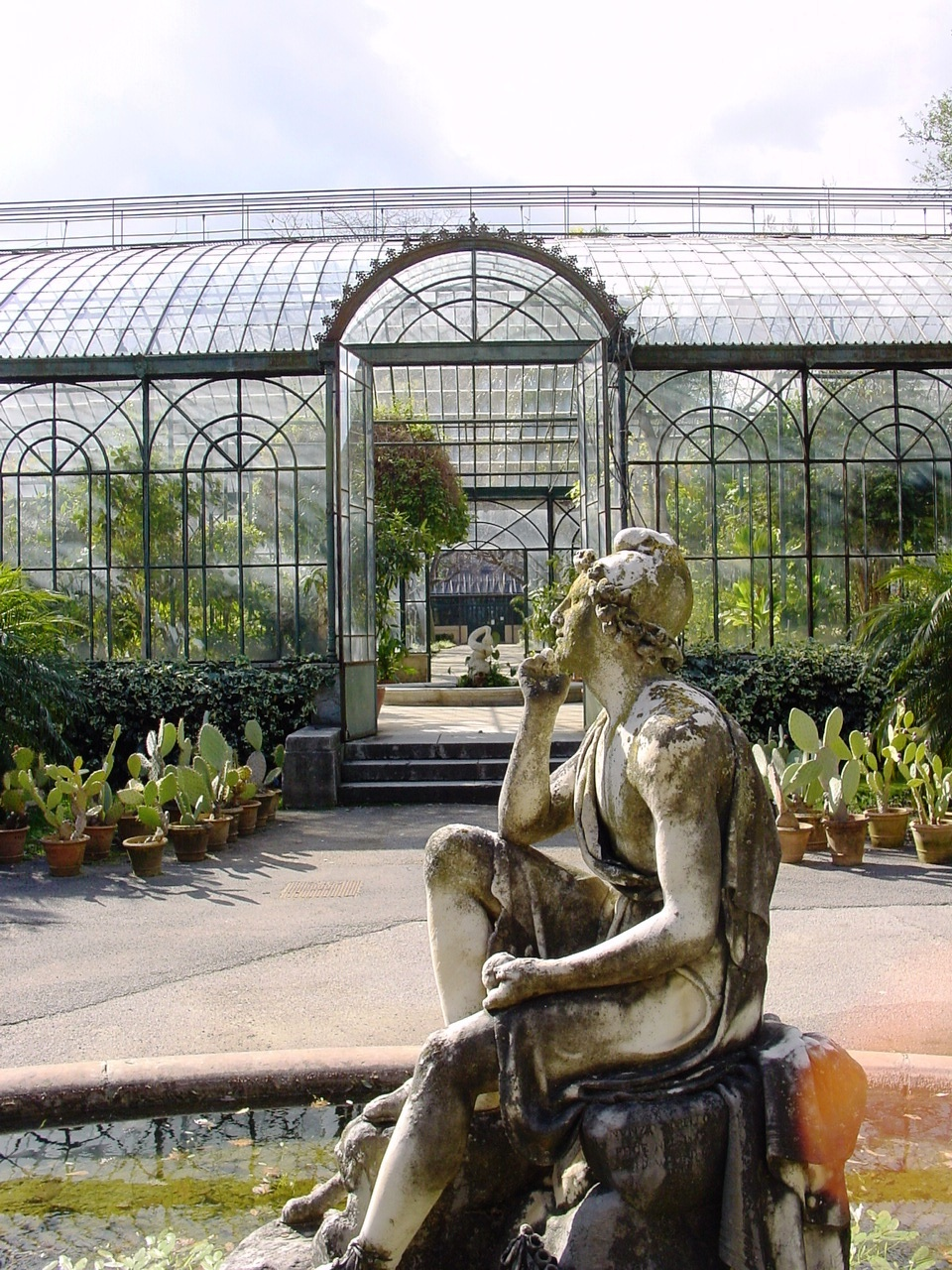
Вхід до Зимового саду (Giardino d'Inverno)

З часом неодноразово будувалися теплиці, які сьогодні мають загальну площу близько 1300 м².
Найстарішою з них є Теплиці Марії Кароліни, подарунок королеви Марії Кароліни Австрійської, також відома як Зимовий сад. Спочатку це була дерев'яна споруда, що опалювалася печами, але у другій половині 19 століття її замінили чавунною конструкцією.
Інші споруди:
- Теплиця з сукулентами, рослинами з посушливих регіонів,
- Приміщення, яке використовується для експериментів,
- Приміщення з рослинами з регіону,
- Приміщення з папоротями

### Наукова частина
Частина ботанічного саду досі використовується для наукової роботи. Ділянка розташована в південно-західній частині комплексу. Дослідження стосується рослин, призначених для видобутку олій, волокон та смол, наразі переважають експерименти з бавовною, овочами, цукровою тростиною та сорго.

### Новий сектор
У південній частині саду рослини посаджені згідно з таксономією Адольфа Енглера. Види розподілені за типами: голонасінні, покритонасінні, магноліопсиди та ліліопсиди.

### Гербарій
Сучасний Herbarium mediterraneum має площу 6000 м² та частково покритий дахом.
Найбільшими є Ербаріо Сикуло та Ербаріо Генерале Інституту ботаніки, з 50 000 та 200 000 зразків відповідно. Близько чверті видів середземноморської рослинності походять з останнього, більшість з них з острова Сицилія. Інші види походять з Португалії, Іспанії, Франції, Алжиру, Єгипту, Греції, Корсики, Сардинії, Криту та Кіпру. Також існує близько 2000 видів водоростей, 1600 видів лишайників, 4700 видів мохів та грибів.

### Генний банк
Генний банк був заснований у 1993 році та є частиною системи RIBES (Rete Italiana Banche Germoplasma), яка займається збереженням генетичного матеріалу флори регіону. Для цього збирають насіння рослин, що перебувають під загрозою зникнення, родом з Сицилії, зберігають та консервують в ампулах. Насіння регулярно перевіряють на життєздатність.

## Незвичайне місце
Вже кілька років у садах мешкає колонія папуг виду Psittacula krameri, що втекли з вольєрів прилеглої вілли Джулія і чудово почуваються в субтропічному середовищі проживання садів.